# 中国人民解放军陆军第八综合训练基地
中国人民解放军陆军第八综合训练基地，位于山东省济南市，隶属中国人民解放军北部战区陆军。

## 沿革
- 1942年春，成立抗日军政大学十分校[1]。
- 1949年7月4日，以原抗日军政大学十分校干部为骨干，在湖北汉阳[1]（一说武昌[2]）成立中国人民解放军湖北军区军政干部学校[1][2]，同月开始招生。1949年9月初，湖北军区供给学校并入该校，全校学员400余名[2]。
- 1949年10月，更名中国人民解放军华中军政大学湖北分校，转隶中国人民解放军华中军政大学（1949年10月10日在汉口成立）领导[1][2]。校长王树声，政委李先念，副校长袁渊、张水泉，副政委方国南、余潜，张水泉兼教育长[2]。
- 1950年1月，更名中国人民解放军中南军政大学湖北分校 ，转隶中国人民解放军中南军政大学领导[2]。校长由湖北军区参谋长张才千兼任[2]。
- 1950年12月[1]（一说1950年8月[2]），更名中国人民解放军中南军政大学第二分校[1][2]。
- 1951年3月，学校迁至河南省信阳市。同年5月改称中国人民解放军第二十一步兵学校，隶属中国人民解放军第四高级步兵学校（即原中国人民解放军中南军政大学总校）领导[1]。
- 1952年12月，更名中国人民解放军第五步兵学校[1]。
- 1956年5月，更名中国人民解放军信阳步兵学校，执行师级职权[1]。
- 1960年4月，划归中国人民解放军武汉军区领导。1962年4月更名中国人民解放军武汉军区步兵学校[1]。
- 1968年8月，学校撤销[1]。
- 1973年6月，遵照中央军委指示，学校复建。同年9月成立中国人民解放军武汉军区军政干部训练班[1]。
- 1974年2月，奉武汉军区命令，正式成立中国人民解放军武汉军区军政干部学校，执行军级权限[1]。
- 1978年2月，更名中国人民解放军武汉军区步兵学校[1]。
- 1981年2月，更名中国人民解放军信阳陆军步兵学校[1]。
- 1985年2月，更名中国人民解放军信阳陆军学校[1]。
- 1985年9月，转隶中国人民解放军济南军区[1]。
- 1986年6月，更名中国人民解放军信阳陆军学院[1]。
- 1986年，中国人民解放军济南陆军学校并入信阳陆军学院。
- 1992年，信阳陆军学院更名中国人民解放军济南陆军学院[3]。同时开始迁移工作。1994年8月正式迁至山东济南原济南陆军学校校址。
- 2006年7月，学院撤销，改为中国人民解放军济南军区综合训练基地，仍隶属济南军区[4]。
- 2016年，在深化国防和军队改革中，转隶中国人民解放军北部战区陆军。
- 2017年，济南军区综合训练基地、济南军区兵种训练基地等单位合并，调整组建为中国人民解放军陆军第八综合训练基地[5][6][7]。

中国人民解放军济南陆军学校
- 1951年1月，在河北石家庄组建中国人民解放军华北陆军军官学校第二分校。同年5月迁山西祁县城内，不久改为中国人民解放军华北军区第三十一步兵学校，隶属中国人民解放军华北军区[1]。
- 1952年9月13日，更名中国人民解放军第八步兵学校[1]。1953年春，中央人民政府人民革命军事委员会拨款在河南洛阳兴建校址，1954年秋完工入驻[8]。
- 1955年6月，更名中国人民解放军洛阳步兵学校[1]。
- 1960年4月17日，更名中国人民解放军济南军区步兵学校[1]。
- 1969年4月，学校撤销[1]。洛阳的原校址由河北张家口附近的中国人民解放军第一外国语学校迁驻[8]。
- 1974年8月20日，复校，在山东济南组建中国人民解放军济南军区军政干部学校，执行军级权限，归济南军区建制领导[9][10]。
- 1978年1月18日，更名中国人民解放军济南军区步兵学校[9][10]。
- 1981年1月5日，更名中国人民解放军济南陆军学校[9][10]。
- 1986年，并入中国人民解放军信阳陆军学院。在济南只留了一个学员大队，其余部分全部迁至信阳。
- 1992年7月，济南陆军学校撤销[11]。

中国人民解放军济南军区兵种训练基地
- 1993年以前，已成立中国人民解放军济南军区坦克乘员训练基地[12][13]。
- 2010年，依托现有列编的教学装备，投资220多万元建成装甲装备陈列馆[14]。
- 2011年，更名中国人民解放军济南军区兵种训练基地[15]。
- 2013年11月28日，中共中央总书记、国家主席、中央军委主席习近平视察济南军区兵种训练基地，看望首批夏秋季入伍新兵，并作出“一定要把训练基地办好办出特色”的指示[16][17]。
- 2016年，转隶中国人民解放军北部战区陆军。
- 2017年，济南军区综合训练基地、济南军区兵种训练基地等单位合并，调整组建为中国人民解放军陆军第八综合训练基地。

## 历任领导
中国人民解放军济南陆军学院
| 院长 - 王树声（1949年—1950年1月，湖北军区军政干部学校、华中军政大学湖北分校校长） - 张才千（1950年—1951年，中南军政大学湖北分校、中南军政大学第二分校校长） - 翟毅东（1951年—1952年，第二十一步兵学校校长） - 赵复兴 大校（？—1956年，第五步兵学校校长；1956年—1957年，信阳步兵学校校长） - 刘子仪 大校（1957年—？，信阳步兵学校校长） - 戴克明 少将（？—1964年9月，信阳步兵学校、武汉军区步兵学校校长） - 杨力勇 大校（？—1967年8月，武汉军区步兵学校校长） - 方向（1974年—？，武汉军区军政干部学校、武汉军区步兵学校、信阳陆军步兵学校、信阳陆军学校校长） - 杨石毅（1985年9月—1986年10月，信阳陆军学校校长） - 孔宪礼 少将（1986年—？，信阳陆军学院院长） - 李洪程 少将（1994年2月—2000年8月，济南陆军学院院长） - 颜培正 少将（？—2006年3月，济南陆军学院院长） | 政治委员 - 李先念（1949年—1950年1月，湖北军区军政干部学校、华中军政大学湖北分校政治委员） - 郑绍文（1950年—1951年，中南军政大学湖北分校、中南军政大学第二分校校长） - 余潜（1951年—1952年，第二十一步兵学校政治委员） - 戴克明 大校（1955年5月—1956年，第五步兵学校政治委员；1956年—？，信阳步兵学校政治委员） - 李蔚华（1974年—1981年2月，武汉军区军政干部学校、武汉军区步兵学校政治委员） - 何镇浪（？—？，信阳陆军学校政治委员） - 张堃（？—？，信阳陆军学院政治委员） - 吴光贤 少将（？—1990年6月，信阳陆军学院政治委员） - 王大举 少将（？—？，信阳陆军学院政治委员） - 颜纪雄 少将（？—2003年3月，济南陆军学院政治委员） - 南兵军 少将（2003年3月—2005年11月，济南陆军学院政治委员） |

中国人民解放军济南陆军学校
| 校长 - 余克勤 少将（1952年8月—？，第三十一步兵学校、第八步兵学校、洛阳步兵学校、济南军区步兵学校校长） - 原星（？—1978年1月，济南军区军政干部学校校长；1978年1月—？，济南军区步兵学校校长） - 李克林（？—1981年1月，济南军区步兵学校校长；1981年1月—？，济南陆军学校校长） - 张家骥（？—？，济南陆军学校校长） - 孔宪礼（？—1986年，济南陆军学校校长） | 政治委员 - 胡华居 少将（1955年1月—？，第八步兵学校、洛阳步兵学校、济南军区步兵学校政治委员） - 张健（？—1978年1月，济南军区军政干部学校政治委员；1978年1月—？，济南军区步兵学校政治委员） - 石玉昌（？—1981年1月，济南军区步兵学校政治委员；1981年1月—？，济南陆军学校政治委员） - 陈英海（？—？，济南陆军学校政治委员） - 姜一震（？—？，济南陆军学校政治委员） |

中国人民解放军济南军区综合训练基地
| 司令员 - 路秀儒（？—？） - 沈杨（？—？） | 政治委员 - 尹红星（？—？） - 胡庆义（？—？） |

中国人民解放军济南军区兵种训练基地
| 司令员 …… - 孔令洲 大校（？—2010年，坦克乘员训练基地司令员） - 王长虹 大校（2010年—？，坦克乘员训练基地司令员） - 郭玮 大校（？—2017年） | 政治委员 …… - 冯玉常 大校（？—？，坦克乘员训练基地政治委员） - 刘长海 大校（？—？） - 张胜利 大校（？—2017年） |

中国人民解放军陆军第八综合训练基地
| 主任 - 郭玮（2017年—） | 政治委员 - 胡庆义（2017年—） |